# Eutidemo (dialogo)
L’Eutidemo (in greco Εὐθύδημος) è un dialogo di Platone in cui viene messa in scena una parodia dell'eristica, l'arte sofistica di “battagliare” a parole allo scopo di confutare le tesi avversarie, qui rappresentata dai due fratelli Eutidemo e Dionisodoro. Platone, sempre caustico nei confronti dei sofisti, mette alla berlina quest'arte, per mezzo della quale è impossibile cogliere la verità e quindi poter insegnare o apprendere qualcosa: l'eristica infatti si fonda sulla convinzione che tutte le affermazioni abbiano il medesimo valore di verità, e che quindi le parole possano essere usate non per raggiungere la conoscenza, ma più semplicemente per competere con gli altri e indurli al silenzio, sostenendo o confutando una tesi a seconda dell'utilità del momento.
Lo scopo di Platone nell'Eutidemo è ancora una volta difendere Socrate dalle calunnie che gli erano state mosse, mostrando come il maestro si differenziasse nel pensiero e nelle azioni dai sofisti a cui veniva equiparato. Egli costruisce dunque il dialogo come fosse una commedia (un prologo, 5 atti e un epilogo), attribuendole però un compito serio, quello di mettere in guardia i ceti elevati dalla capziosità dei sofisti e di chi, come Isocrate, dice di poter formare cittadini virtuosi attraverso l'insegnamento della retorica. A ciò inoltre si aggiunge l'intento polemico che Platone sembra avere nei confronti delle altre scuole socratiche, e in particolare quella di Euclide di Megara, il quale veniva accusato di essere a sua volta eristico e quindi lontano dall'insegnamento socratico, di cui Platone si presentava come l'unico erede legittimo.

## Personaggi
- Socrate, maestro di Platone, protagonista e voce narrante del dialogo
- Critone, facoltoso cittadino ateniese, coetaneo nonché amico e allievo di Socrate, suo interlocutore nel dialogo diretto. Compare come personaggio anche nel Critone e nel Fedone
- Eutidemo e Dionisodoro, i due fratelli originari di Chio, entrambi sofisti ed esperti dell'arte eristica, girano per la Grecia dopo essere stati esiliati da Turi
- Clinia, giovane aristocratico ateniese, figlio di Assioco e cugino di Alcibiade, partecipa alla discussione rispondendo alle domande dei due sofisti e di Socrate
- Ctesippo, altro giovane ateniese amante di Clinia e allievo di Socrate, partecipa anch'egli alla discussione, mostrando un temperamento arrogante. Compare come personaggio anche nel Liside e viene citato nel Fedone
- Un anonimo esperto di retorica che assiste alla discussione e si lamenta con Critone dell'inutilità della filosofia (forse identificabile con Antifonte di Ramnunte o Isocrate)

## Socrate contro gli eristi

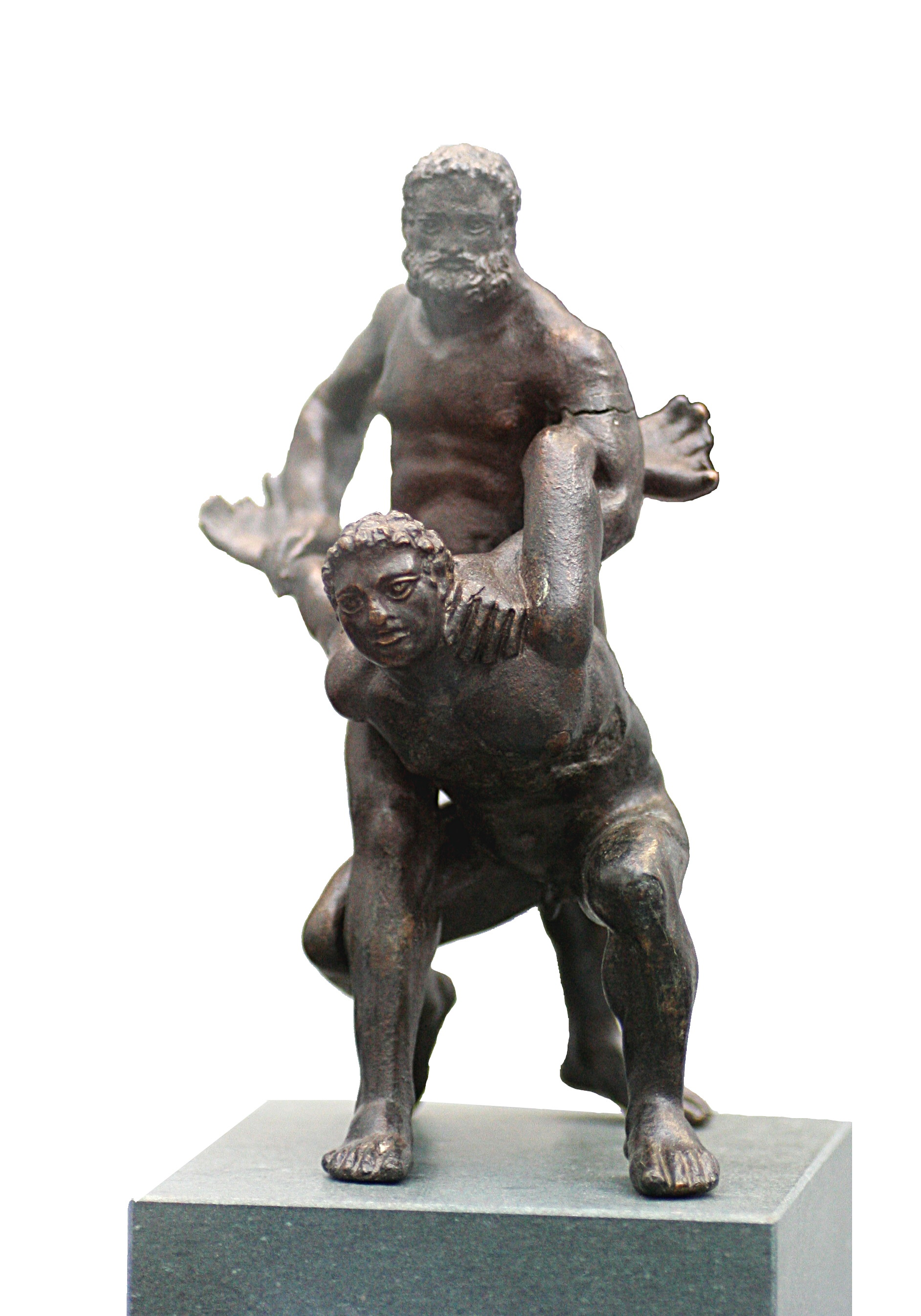
Statuetta in bronzo raffigurante due pancratiasti in lotta: a essi Socrate paragona gli eristi

Il dialogo ha inizio da una richiesta di Critone, il quale, rimasto in disparte durante la discussione tenutasi il giorno prima al Liceo, chiede a Socrate di riassumergli gli argomenti di cui ha parlato in quella sede con due stranieri a lui sconosciuti, i sofisti Eutidemo e Dionisodoro. Socrate, con evidente ironia, afferma di ammirare enormemente la sapienza dei due fratelli, tanto da voler diventare loro allievo. Essi sono infatti due grandi lottatori che, formatisi da giovani come pancraziasti, hanno in seguito abbandonato la lotta con il corpo per dedicarsi a quella con i lógoi. E anche Critone, aggiunge, si renderà ben presto conto della loro sapienza, non appena saprà i loro discorsi (271a-272d).
Socrate racconta di essersi trovato da solo nel Liceo e di aver pensato di andarsene, se non che, mentre stava per alzarsi, un segno demonico lo aveva invitato a restare. E infatti, pochi attimi dopo, fanno il loro ingresso dapprima Eutidemo e Dionisodoro, attorniati da discepoli, e in seguito altri ragazzi, tra cui Clinia e il suo innamorato Ctesippo. Socrate approfitta della situazione e tesse di fronte a Clinia un elogio dei due ospiti, celebri sapienti e maestri di retorica in grado di insegnare a chiunque a trionfare in una contesa in tribunale. I due sofisti però si dimostrano sprezzanti alle parole del filosofo, e precisano di occuparsi di retorica solo in via accessoria, poiché il loro principale interesse è l'insegnamento della virtù, che essi dicono di poter trasmettere nel modo migliore e più rapido possibile. Socrate si dice scettico e stupito, e chiede loro di dar prova della loro sapienza (epistéme), persuadendo Clinia e Ctesippo (quest'ultimo balzato in piedi da sedere, per far colpo sul suo amato) a seguire la strada della virtù ed evitare quella del vizio. Eutidemo acconsente alla richiesta con tono spavaldo, e ha così inizio la discussione (272e-275d).

### Parte I: la lezione di Eutidemo e Dionisodoro
Eutidemo inizia a interrogare Clinia, domandandogli se ad apprendere sono i sapienti o gli ignoranti. Il ragazzo esita qualche istante, e poi risponde che ad apprendere sono i sapienti. Eutidemo allora gli fa notare che quando i giovani vanno a scuola, i maestri insegnano loro cose che non sanno, e non cose che sanno già: chi apprende è dunque ignorante, non sapiente. Il pubblico astante (composto per la maggior parte da allievi dei due sofisti) applaude alla trappola messa in atto da Eutidemo, e gli applausi aumentano ancora di più quando Dionisodoro, giocando sull'ambiguità del verbo manthánein, che significa “apprendere” ma anche “comprendere”, chiede a Clinia se a comprendere le lezioni del maestro sono gli allievi sapienti o quelli ignoranti: Clinia risponde i sapienti, e Dionisodoro lo schernisce per aver affermato il contrario di quanto appena detto a Eutidemo (275d-276d).
Eutidemo però insiste: chi apprende, apprende ciò che conosce o ciò che non conosce? Clinia risponde che si apprende ciò che non si conosce, ma Eutidemo, attraverso l'esempio delle lettere, afferma che invece si apprende ciò che si conosce: Clinia infatti può comprendere chi parla solo perché conosce le lettere, e quindi conosce già ciò di cui si sta parlando. E anche questa volta interviene Dionisodoro, che, basandosi sul fatto che apprendere è prendere conoscenza di qualcosa, costringe Clinia a concludere che si apprende ciò che non si conosce, poiché si può prendere solo ciò che non si possiede già - in questo caso: la conoscenza (276d-277c).
Eutidemo muove quindi per un terzo attacco, ma a fermarlo interviene Socrate, che rincuora Clinia dicendo che i due sofisti lo stanno tartassando con i loro sofismi non per schernirlo, ma semplicemente per iniziarlo alla sofistica - un po' come i coribanti o gli adepti di altri culti misterici iniziano i neofiti con cerimonie particolari. Inoltre, richiamandosi alla sinonimica di Prodico, Socrate afferma che i due sofisti gli hanno appena insegnato che bisogna stare attenti nell'uso delle parole, poiché esse possono avere significati ambigui e quindi in ogni discussione è bene discernere il significato esatto di ciascun termine. Tutti questi scherzi, dunque, sono finalizzati a preparare il giovane, che una volta diventato loro allievo avrà accesso a nozioni più utili e serie (277d-278e). Con queste parole di elogio, Socrate mira a far continuare l'esibizione dei sofisti, che altrimenti si esaurirebbe in breve tempo in uno sfoggio di sofismi.

### Parte II: primo intervento dialettico di Socrate

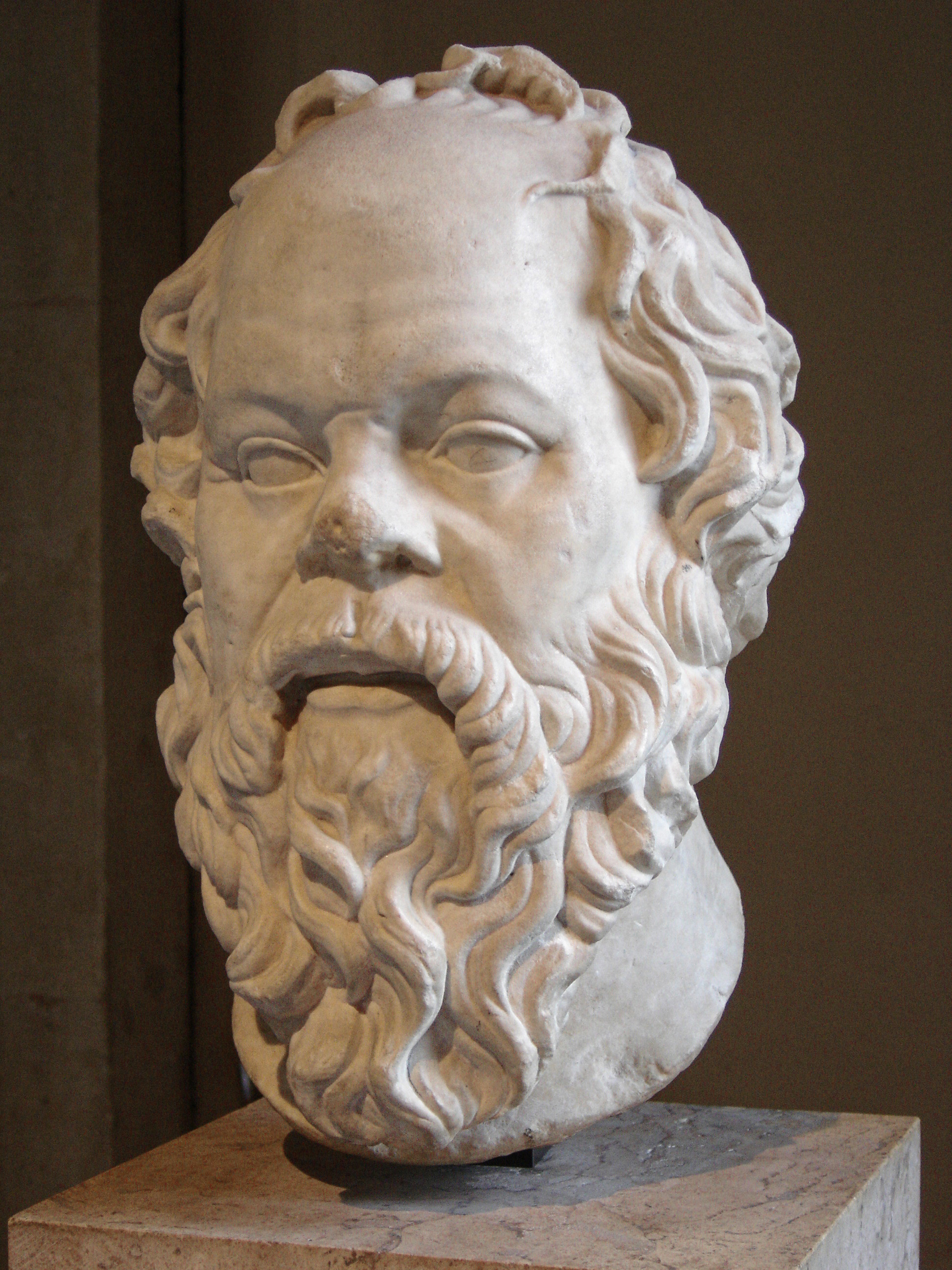
Socrate

L'intervento di Socrate nella seconda parte del dialogo mira a mostrare la sostanziale differenza tra il metodo eristico e quello filosofico socratico. Prendendo in mano la discussione, Socrate chiede a Clinia se è vero che tutti gli uomini desiderano stare bene, e, ottenuto l'assenso del giovane, insieme iniziano ad elencare una serie di beni che concorrono a questo risultato, tra i quali hanno un ruolo di primo piano la sapienza e il successo (278e-279d). Tuttavia, Socrate fa subito notare a Clinia che sapienza e successo coincidono: in tutte le technai, infatti, chi ottiene maggior successo sono sempre i più sapienti, ed è quindi la sapienza a far sì che gli uomini abbiano successo (279d-280a). Inoltre, la felicità che deriva dal possesso dei beni è dovuta al fatto che essi giovano a chi li usa, a patto, beninteso, che vengano usati correttamente: Socrate ne deduce quindi che è necessaria una conoscenza, la quale rende gli uomini in grado di adoperare al meglio i beni che hanno. Non importa dunque quali siano i beni, l'importante è che li si usi con sapienza e intelligenza, poiché grandi sono i rischi di chi agisce mosso da ignoranza (280b-281e). Clinia conclude da tutto ciò che il primo dovere di un educatore deve essere quello di rendere i giovani partecipi della sapienza, e Socrate non può far altro che rallegrarsi del risultato della discussione e invitare i due ospiti stranieri a fare lo stesso, dimostrando tutta la loro bravura.

### Parte III: Eutidemo e Dionisodoro su falsità e non essere
Dionisodoro non si fa certo pregare e, presa la parola, interroga Socrate. Tutti i presenti, dice, sono d'accordo nel volere che Clinia diventi sapiente, tuttavia perché ciò avvenga Clinia deve smettere di essere ignorante, e quindi deve cessare di essere ciò che è per diventare ciò che non è. Ma se le cose stanno così, conclude Dionisodoro, tutti i presenti vogliono che Clinia perisca, poiché vogliono che egli non sia più (283b-d). A questo punto però Ctesippo, amante di Clinia, perde la pazienza, e si adira contro il sofista, accusandolo di dire falsità: nessuno infatti vuole che Clinia muoia.
La replica di Eutidemo è istantanea: Ctesippo è proprio sicuro che si possa dire il falso? Il giovane afferma che dire il falso significa dire ciò che non è, ma, sostiene Eutidemo, per dire qualcosa bisogna per forza dire qualcosa che è, mentre è impossibile dire qualcosa che non è, e quindi, se il falso è ciò che non è, allora si può dire solo la verità (283e-284a). Ctesippo prova a precisare che Dionisodoro dice il falso perché dice cose che non sono, ma anche così Eutidemo ha gioco facile: le cose che non sono non possono mai essere, né possono essere fatte in nessun modo, e poiché Ctesippo ammette che il “dire” è un “agire” e un “fare”, Eutidemo torna alla conclusione che non si può dire ciò che non è, e quindi non si può dire il falso (284b-c). Ctesippo però si dimostra combattivo, e continua dicendo che chi mente dice sì le cose «in un certo modo», ma non come stanno.
A questo punto la discussione degenera, e Dionisodoro accusa Ctesippo di lanciargli ingiurie ingiustificate. Solo l'intervento di Socrate riesce a sedare gli animi, e Ctesippo viene invitato a lasciar fare i due ospiti, poiché essi sono in grado di rendere Clinia più saggio e sapiente; essi sono come la maga Medea, che era in grado di ringiovanire le persone: si lasci dunque che applichino le loro tecniche su Clinia, e lo facciano pure a pezzi e lo mettano a bollire, se tutto ciò può essergli utile (285a-c).
Ctesippo, ripreso il controllo, chiede scusa a Dionisodoro, e si giustifica dicendo di volerlo solo contraddire perché non è d'accordo con lui; ma Dionisodoro lo incalza: è mai possibile contraddire? Richiamandosi al discorso precedente, egli conclude che, se entrambi parlano dello stesso argomento, entrambi dicono la cosa per come è, e quindi o entrambi sono d'accordo oppure non dicono nulla (285e-286b). Ctesippo tace, e Socrate prende la parola, dicendo di aver udito più volte un simile ragionamento, soprattutto dai seguaci di Protagora; tuttavia, se davvero non si può dire il falso perché l'alternativa è tra dire ciò che è (la verità) e non dire nulla, ne risulterà che oltre al falso non esisteranno nemmeno l'ignoranza e l'errore, e quindi anche le lezioni dei due sofisti, che dovrebbero insegnare la virtù a chi è ignorante, non avranno alcun senso (286b-287b).
Socrate dunque ritorce il sofisma contro i suoi stessi inventori, e la situazione rischia nuovamente di degenerare quando Ctesippo accusa i due sofisti di parlare a vanvera. Il filosofo, però, calma nuovamente gli animi, apprezzando la sapienza di Eutidemo e Dionisorodo, questa volta paragonandoli a Proteo, il dio dalle capacità divinatorie che si rifiutava di rivelare la verità assumendo forme sempre differenti: bisognerà allora imitare Menelao, e insistere con loro finché non avranno svelato la verità (288b-d).

### Parte IV: secondo intervento dialettico di Socrate
Socrate riprende la discussione con Clinia da dove era stata abbandonata. Si era infatti giunti alla conclusione che bisogna acquisire la conoscenza, la quale è utile perché insegna il modo corretto di esercitare le technai; inoltre, la sua caratteristica peculiare è quella di essere una techne in cui la parte relativa alla produzione e quella relativa all'utilizzo coincidono - diversamente da quanto accade, invece, per arti come quella del costruttore di flauti, la quale non insegna come suonare gli strumenti che produce. Per questo motivo, se ci si deve rivolgere a un'arte siffatta, essa non può esse l'arte di comporre i discorsi, poiché, come nota Clinia, non sempre chi compone i discorsi è poi in grado di farne uso, né quella di ammaliare o cacciare gli uomini, e nemmeno quella dello stratega, tutte arti che “catturano” gli uomini per poi consegnarli ai politici, affinché li governino (288d-290d).
A questo punto, però, la relazione di Socrate si interrompe e Critone esprime il proprio stupore per considerazioni fatte dal giovane Clinia. In questo breve interludio (290e-293a), Socrate riassume per sommi capi lo sviluppo della discussione: giunti all'analisi dell'arte regale e di quella politica, ci si rende conto che esse coincidono, ma che allo stesso modo non rispondono ai requisiti richiesti; si tentano pertanto nuove strade, ma Socrate è costretto a desistere, affermando la propria incapacità di proseguire nell'indagine. Viene così implorato l'aiuto di Eutidemo e Dionisodoro, affinché, come i Dioscuri, traggano tutti d'impiccio.

### Parte V: il trionfo dei sofisti

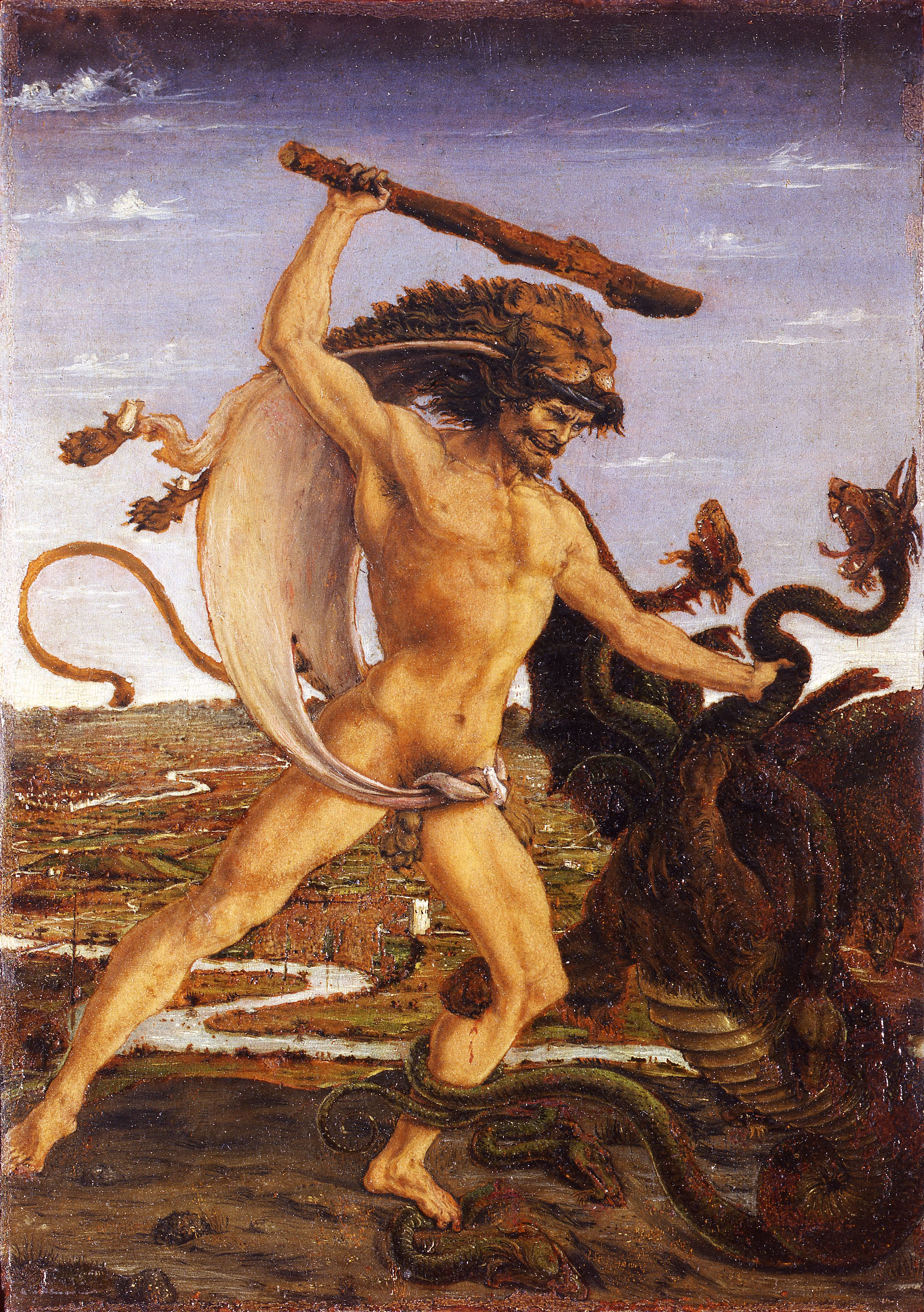
Antonio del Pollaiolo, Ercole e l'idra

Si torna così al dialogo narrato, nel quale Eutidemo e Dionisodoro si esibiscono con nuovi sofismi. Alla richiesta di aiuto, Eutidemo risponde che Socrate già possiede la conoscenza di cui va in cerca: poiché infatti conosce qualcosa, anche se di poca importanza, egli è conoscitore, e visto che una persona non può essere al tempo stesso una cosa e il suo contrario, in questo caso conoscitore e ignorante, se ne conclude che egli conosce, e conosce tutto (293b-295a). In questo senso, continua Eutidemo, tutti conoscono tutto da sempre, fin dalla nascita. Il sofista è però irritato da Socrate, che risponde alle domande precisando sempre il significato delle sue affermazioni ed evitando le ambiguità su cui gioca Eutidemo. Alla fine, comunque, rimproverato più volte dal suo interlocutore, Socrate acconsente a dire che, poiché si apprende sempre con la stessa cosa - l'anima -, allora si conosce da sempre (295b-297b). Il filosofo, quindi, esprime nuovamente la propria ammirazione verso i due sapienti, e paragona se stesso ad Eracle, il quale non fu in grado di sconfiggere da solo l'Idra e dovette chiamare in aiuto il nipote Iolao.
E infatti, poco dopo, Ctesippo, proprio come Iolao, tenta di soccorrere Socrate, però senza risultati. Il nuovo sofisma è dedicato ai rapporti parentali: Socrate dice di avere un fratellastro di nome Patrocle, con il quale ha in comune la madre ma non il padre; ora, poiché i due padri sono differenti, il sofista conclude che se uno è padre, l'altro, in quanto diverso dal padre, non sarà padre, e quindi Socrate non ha padre. Il sofisma però non si conclude qui, perché ricollegandosi a quanto detto poc'anzi, che cioè chi è conoscitore conosce tutto, Eutidemo afferma che anche chi è padre è padre di tutti - e a Ctesippo, che si rivolge ai due sofisti non tono arrogante, viene detto che, poiché il cane che egli possiede è sia “suo” sia “padre”, bisogna concludere che quel cane è “suo padre” (297d-299a). Inoltre, ancora con altri simili sofismi, Eutidemo afferma che nessuno ha bisogno di molti beni né di molto oro, e che gli oggetti visibili, in quanto suscettibili di vista, vedono (299b-300e).
Dionisodoro conduce poi Socrate in un sofisma sulla bellezza: se le cose belle partecipano un poco della bellezza in sé, che sta loro vicino, bisogna dedurne che quando Socrate si trova vicino a un bue, sarà anch'egli un bue (300e-c). E ancora: se al fabbro conviene forgiare il bronzo e al macellaio squartare, allora sarà conveniente forgiare il fabbro e squartare il macellaio; e poiché, infine, gli dèi sono dotati di anima, essi sono “animali”, e visto che Socrate può disporre come meglio crede degli animali che gli appartengono, e anche venderli, allora egli potrà vendere i propri dèi (301c-303a). A questo punto Ctesippo e Socrate si dichiarano sconfitti dinanzi all'invincibile sapienza dei due fratelli, che può essere apprezzata e appresa da ben poche persone. Il pubblico presente sancisce con un applauso il trionfo dei sofisti, e Socrate non può far altro che chiedere loro di accettarlo come allievo (303b-304b).

## Epilogo: l'utilità della filosofia

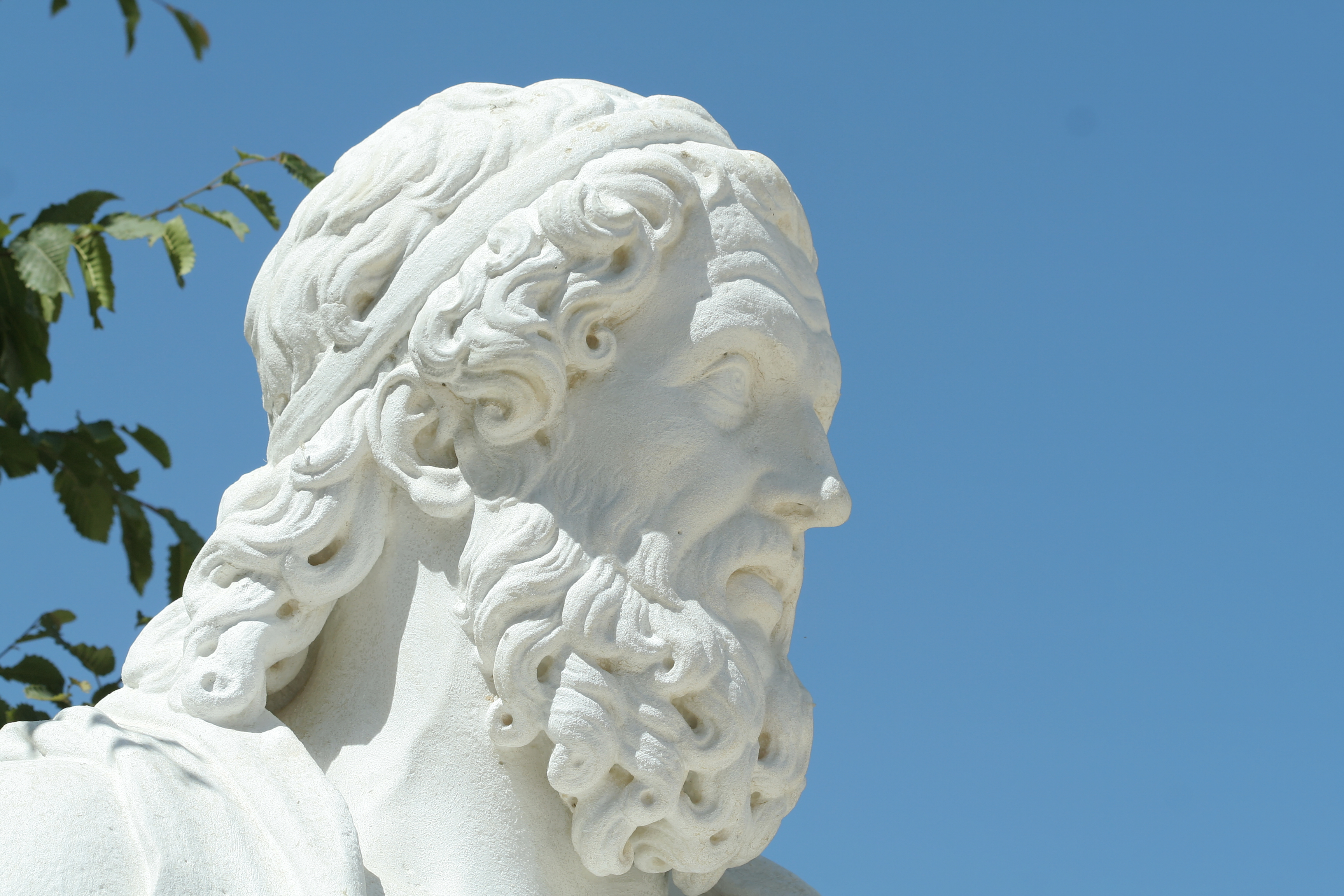
Il retore Isocrate teorizzò una paideia alternativa a quella socratico-platonica

Terminato il resoconto della discussione, Critone rivela a Socrate la ragione della sua curiosità. Uscendo dal ginnasio, egli ha infatti un breve scambio di battute con un anonimo ateniese, il quale si lamenta della vacuità dei discorsi che ha dovuto ascoltare, e quando Critone gli dice che la filosofia è cosa graziosa, questi risponde:
(Eutidemo 304e-305a; trad.: F. Decleva Caizzi)
Platone non dice esplicitamente il nome di questo personaggio, che quindi rimane anonimo; tuttavia, interrogato da Socrate, Critone rivela che si tratta di una persona esperta nell'arte di comporre discorsi, anche se non si è esibito in pubblico (305c). Partendo da queste poche informazioni, alcuni interpreti hanno avanzato per l'anonimo i nomi di Antifonte e Isocrate, entrambi celebri e rispettati cittadini ateniesi, a cui il riserbo personale ha impedito di tenere discorsi pubblici. Isocrate in particolare, fondatore nel 390 a.C. di una scuola di “filosofia” concorrente all'Accademia platonica, in orazioni come la Contro i sofisti, l'Encomio di Elena o l'Antidosi mosse contro i filosofi - e i socratici in particolar modo - delle critiche molto simili a quelle dell'anonimo, accusandoli di perdere tempo con vuote chiacchiere prive di interesse e utilità. Platone, quindi, potrebbe aver voluto rispondere così alle accuse dell'avversario, il quale, essendo un retore e trovandosi in una situazione mediana tra il filosofo e il politico, pur illudendosi di essere sapiente, è invece inferiore ad entrambi, e quindi incapace di raggiungere la verità (305e-306d). E così, a Critone che gli chiede quale tipo di educazione deve scegliere per i figli, Socrate consiglia di prendere in esame personalmente la filosofia, al di là della bontà di chi la insegna, e valutare se essa è una disciplina utile oppure no.